# 一統
一統（原預定於1622年啟用）是明朝天啟時期民變領袖鄭振明擬用的年號，然而未及正式啟用，領袖即被緝捕。
天啟二年（1622年），明朝北直隸易州人趙思武與侯德、張九皐等人推鄭振明為領袖，聚眾謀亂，擬定在天啟二年十一月一日起兵，建年號「一統」，先據紫荊關後進攻北京。易州道徐騰芳將鄭振明等人捕獲。

## 西曆紀年對照表
| 一統 | 元年   |
| ---- | ------ |
| 西元 | 1622年 |
| 干支 | 壬戌   |

## 同期存在的其他政權年號
- 中國
  - 天啟（1621年－1627年）：明朝—明熹宗朱由校之年號
  - 瑞應（1621年－1629年）：明朝時期—奢崇明之年號
  - 天命（1616年－1626年）：後金—太祖努爾哈赤之年號
- 越南
  - 永祚（1618年－1629年）：後黎朝—神宗黎維祺之年號
  - 隆泰（1594年－1628年）：莫朝—莫敬寬之年號
- 日本
  - 元和（1615年－1624年）：後水尾天皇之年號